# Lagarde-Liste
Als Lagarde-Liste (griechisch λίστα Λαγκάρντ) wird eine Namensliste mutmaßlicher griechischer Steuerflüchtlinge bezeichnet, die in Griechenland mehrere politische Skandale auslöste. Sie ist eine Untermenge des Swiss-Leaks-Datensatzes.
Die Liste enthält Kontodaten von über 2.000 griechischen Kunden der Genfer Privatbank HSBC. Die Daten wurden von Hervé Falciani, einem Mitarbeiter der Bank, entwendet. Ein Datenträger mit den Aufzeichnungen wurde 2010 von der damaligen französischen Finanzministerin Christine Lagarde ihrem griechischen Kollegen Giorgos Papakonstantinou ausgehändigt.

## Herkunft und Anwendung
Gebrauch wurde von den Daten weder von Papakonstantinou noch von dessen Nachfolger als Finanzminister, Evangelos Venizelos, gemacht. Papakonstantinou erklärte, er habe eine Kopie an den damaligen Chef der griechischen Steuerfahndung weitergeleitet und das Original verloren. Die Liste tauchte erst Anfang Oktober 2012 wieder auf – allerdings in leicht gekürzter Form: Hatte die ursprüngliche Lagarde-Liste noch 2.062 Einträge, so waren es nun nur noch 2.059. Es fehlten die Konten von zwei Cousinen Papakonstantinous und deren Ehegatten. Dies kam ans Licht, als Frankreich Griechenland die Original-Liste ein zweites Mal weiterreichte. Das griechische Parlament hob daraufhin am 15. Juli 2013 die Immunität Papakonstantinous auf. Eine Aufarbeitung der Liste wurde 2015 unter der neuen Regierung von Tsipras in Aussicht gestellt. Im April 2015 musste Leonidas Bobolas, Inhaber von Bau- und Medienunternehmen, durch die Ermittlungen auf Basis der Lagarde-Liste 1,8 Millionen Steuern nachzahlen. Erschwert werden die Ermittlungen, die in die Kritik gerieten, da sie nur langsam verlaufen und bisher relativ wenig Steuerverfahren erbrachten, durch die Reduzierung des Personals der Finanzpolizei SDOE durch die Kürzungsmaßnahmen in den letzten Jahren.

## Veröffentlichung und Inhalte
Der griechische Journalist Kostas Vaxevanis, Herausgeber des Boulevard-Magazins Hot Doc, veröffentlichte die Liste und wurde daraufhin vorübergehend festgenommen und wegen Diebstahls persönlicher Daten angeklagt, jedoch im Herbst 2012 freigesprochen.
- Auf der Liste standen auch die Namen von Leonidas Tzanis, einem ehemaligen stellvertretenden Innenminister (1999–2001), und Vlassis Kambouroglou. Nach Veröffentlichung der Liste im Oktober 2012 beging Leonidas Tzanis Selbstmord; er erhängte sich in seiner Garage. Vlassis Kambouroglou, ein Geschäftsmann, wurde einige Tage später in einem Hotelzimmer in Jakarta tot aufgefunden. Kambouroglou war der ehemalige Vorstand von Drumilan International, einem am Verkauf von russischen Tor-M1-Raketen-Systemen nach Griechenland im Jahr 2004 beteiligten Unternehmen. Er wurde der Beteiligung an einer Korruptionsaffäre beschuldigt, die kurz zuvor zur Verhaftung des ehemaligen Verteidigungsministers Giannis Sbokos wegen des Verdachts der Bestechlichkeit und Geldwäsche geführt hatte.[6]

- Nach der Liste hatte die Ehefrau des früheren Finanz- und Verteidigungsministers Giannos Papantoniou, Stavroula Kourakou, bei der HSBC-Bank ein Guthaben von 1,3 Millionen Euro. Da Papantoniou dieses Vermögen in seiner Vermögenserklärung nicht angegeben hatte, wurde ein Ermittlungsverfahren gegen ihn eingeleitet.[7]

- Athener Zeitungen berichteten ferner, eines der HSBC-Schwarzgeldkonten im Umfang von 550 Millionen Euro laute auf den Namen Margaret Papandreou. Die 89-jährige Mutter des ehemaligen griechischen Premierministers Giorgos Papandreou sei damit Nutznießerin des umfangreichsten Kontos.[8][9]